# Rédei-Nagy-patak
A Rédei-Nagy-patak a Mátrában ered, Gyöngyöspata város északnyugati határában, Heves vármegyében, mintegy 610 méteres tengerszint feletti magasságban. A patak forrásától kezdve délkeleti irányban halad, majd Vámosgyörk településnél éri el a Gyöngyös-patakot.
A patakon található a Gyöngyöspatai-víztározót, illetve a Nagyrédei-víztárolót. A patakba balról a Danka-patak ömlik Gyöngyöspatánál.

## Élővilága

### Flórája
fűzlevelű kutyatej (Euphorbia salicifolia), fekete nadálytő (Symphytum officinale).

### Faunája
A patak halfaunáját a következő halak alkotják: bodorka (Rutilus rutilus), domolykó (Leuciscus cephalus), ezüstkárász (Carassius gibelio), fenékjáró küllő (Gobio gobio), sügér (Perca fluviatilis), halványfoltú küllő (Gobio albipinnatus), jászkeszeg (Leuciscus idus), kövi csík (Barbatula barbatula), kurta baing (Leucaspius delineatus), küsz (Alburnus alburnus), réti csík (Misgurnus fossilis), fogassüllő (Sander lucioperca), tarka géb (Proterorhinus marmoratus), törpeharcsa (Ameiurus nebulosus).

## Part menti települések
A patak partjai mentén fekvő településeken összesen több, mint 9300 fő lakik.
- Gyöngyöspata
- Nagyréde
- Atkár
- Vámosgyörk